# 瑞典性教育协会
瑞典性教育协会（瑞典語：Riksförbundet för sexuell upplysning, RFSU）是一个瑞典非营利组织，致力于生殖健康、生育权和性教育。  RFSU的主要问题之一是堕胎权。现任主席是Lina Fridén  ，秘书长是Ingela Holmertz。 
RFSU 由Elise Ottesen-Jensen、 Gunnar Inghe和Hanna Lundin等人创立于1933年2月24日。Ottesen-Jensen从该组织成立至1959年期间担任主席，与该组织有着密切联系，该组织的期刊Ottar以她的名字命名。
RFSU 通过组织课程、会议和辩论来开展信息、教育和宣传工作。此外，RFSU还与其他国家的类似组织开展广泛的国际合作。 RFSU是国际计划生育联合会的瑞典国家分支机构。 
RFSU有子公司RFSU AB，该公司销售避孕套、润滑剂、验孕笔和性玩具。